# Placodiscus opacus
Placodiscus opacus är en kinesträdsväxtart som beskrevs av Ludwig Radlkofer. Placodiscus opacus ingår i släktet Placodiscus och familjen kinesträdsväxter. Inga underarter finns listade i Catalogue of Life.